# 新大仏寺
新大仏寺（しんだいぶつじ）は、三重県伊賀市富永にある真言宗智山派の寺院。山号は五宝山。本尊は盧舎那仏。

## 歴史
この寺は、1202年（建長2年）源頼朝が後鳥羽法皇の勅願寺として開創、重源を開山として創建されたと伝えられる。重源は鎌倉時代に東大寺大仏と大仏殿の復興事業を指揮した僧として知られ、当寺は東大寺の伊賀別所となった。新大仏寺と称する所は重源上人が東大寺に敬意をはらって寺の名前に新の字を加えた。その後、長らく衰退し、戦国時代末期にはかなり酷い状態であった。1688年新大仏寺を訪れた松尾芭蕉はその様子を『笈の小文』や『伊賀新大仏之記』で記している。再建されたのは江戸時代中期の寛延年間（1748年 - 1751年）のことである。

## 文化財
本尊の木造如来坐像（像高4.05メートル）は、頭部が仏師快慶の作で、地元では「阿波の大仏さん」として知られている。松尾芭蕉は丈六にかげろふ高し石の上 の句を読み、その句碑も残されている。なお、芭蕉の故郷の伊賀では句碑ではなく芭蕉塚と呼ばれている。

### 重要文化財（国指定）
- 木造如来坐像 附:石造基壇 - 体部は江戸時代の補作であるが、頭部は快慶の作で、頭部内面に「大和尚南無阿弥陀仏」（重源を指す）、「大仏師安阿○○○」（安阿弥陀仏 = 快慶のこと）の銘がある。現状は坐像で盧舎那仏像と呼ばれているが、記録によれば、制作当初は立像の阿弥陀如来像であったらしい[1]。附（つけたり）指定の石造基壇も造像当時のもの。
- 木造俊乗上人坐像
- 木造僧形坐像
- 絹本著色興正菩薩像
- 板彫五輪塔

##### 三重県指定文化財
- 水晶舎利塔

##### 伊賀市指定文化財
- 大仏殿
- 絹本着色弘法大師像
- 絹本着色不動明王像
- 木造十一面観音立像
- 木造地蔵菩薩立像
- 雨乞い関係文書44点(附:雨乞い踊り用具)

## 境内

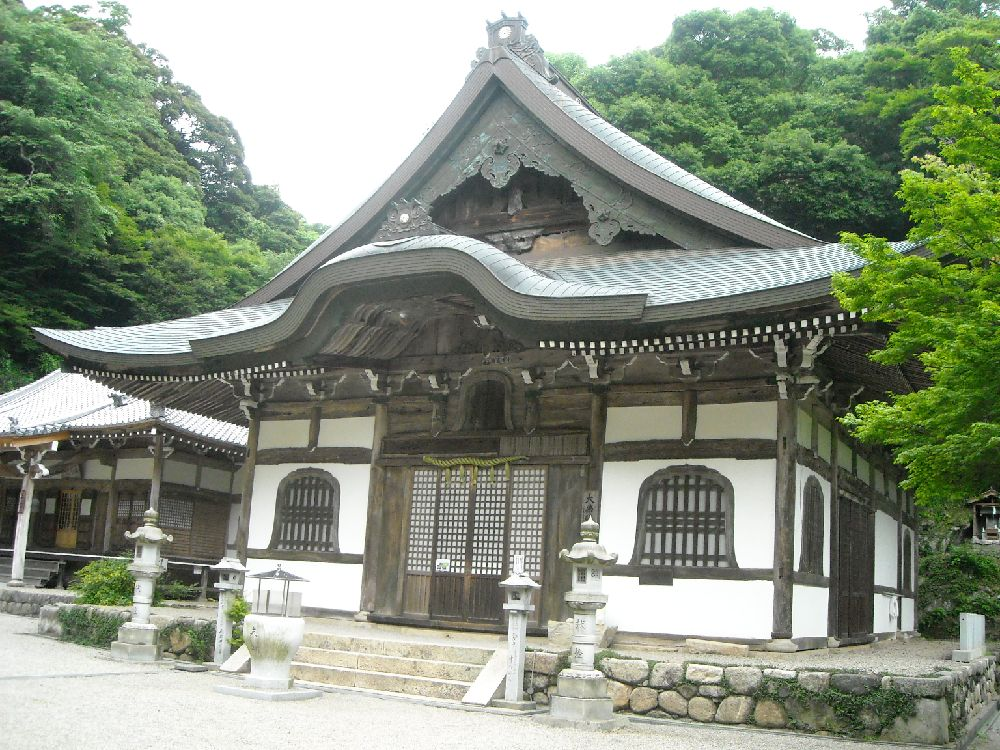
大仏殿
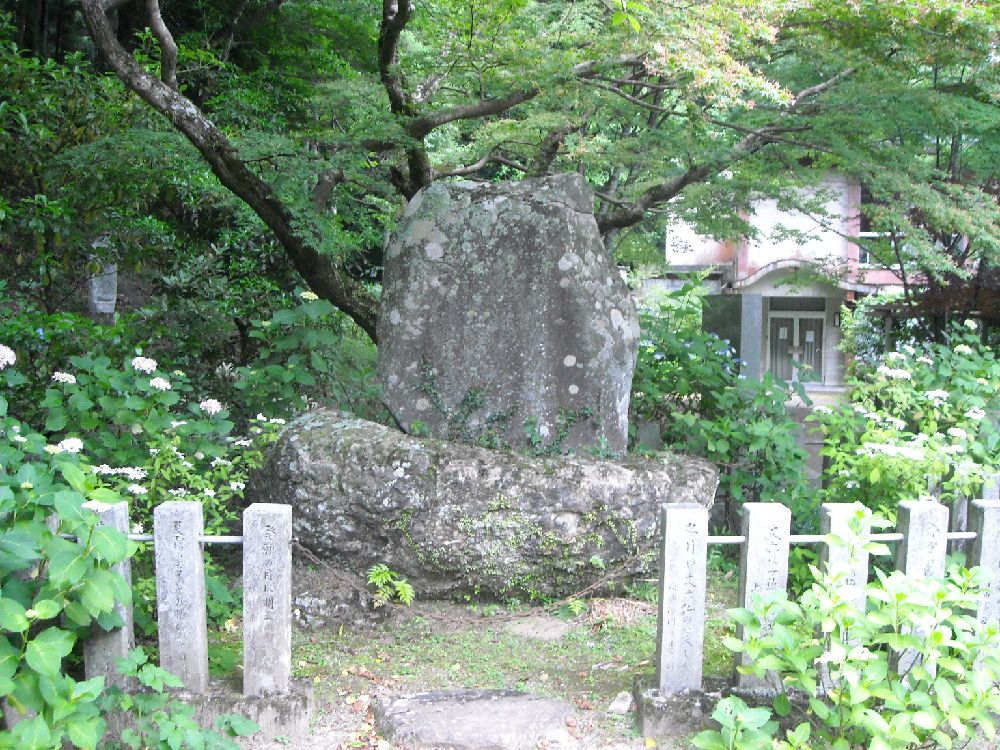
新大仏寺境内の芭蕉塚
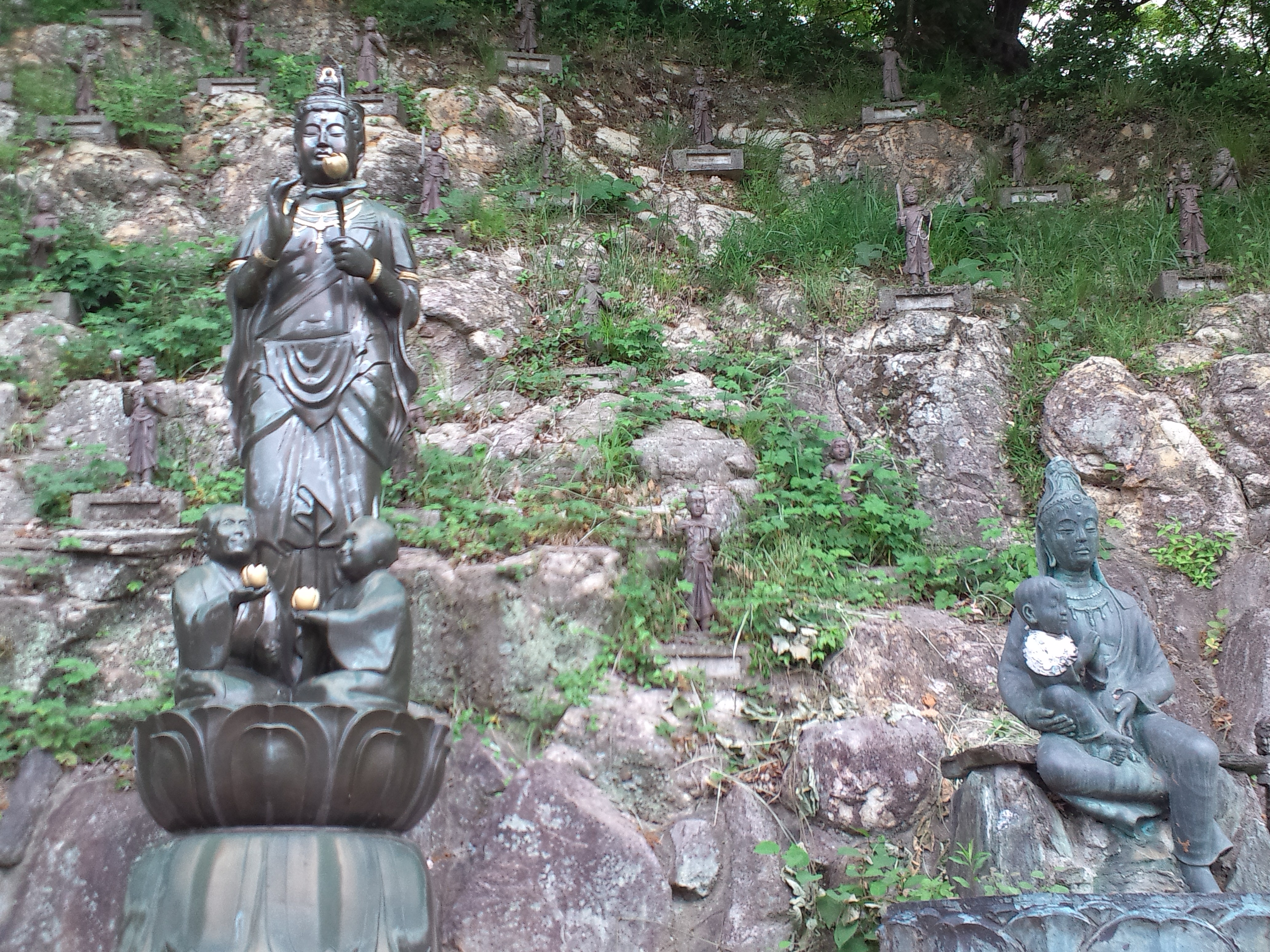
白寿観音と慈母観音
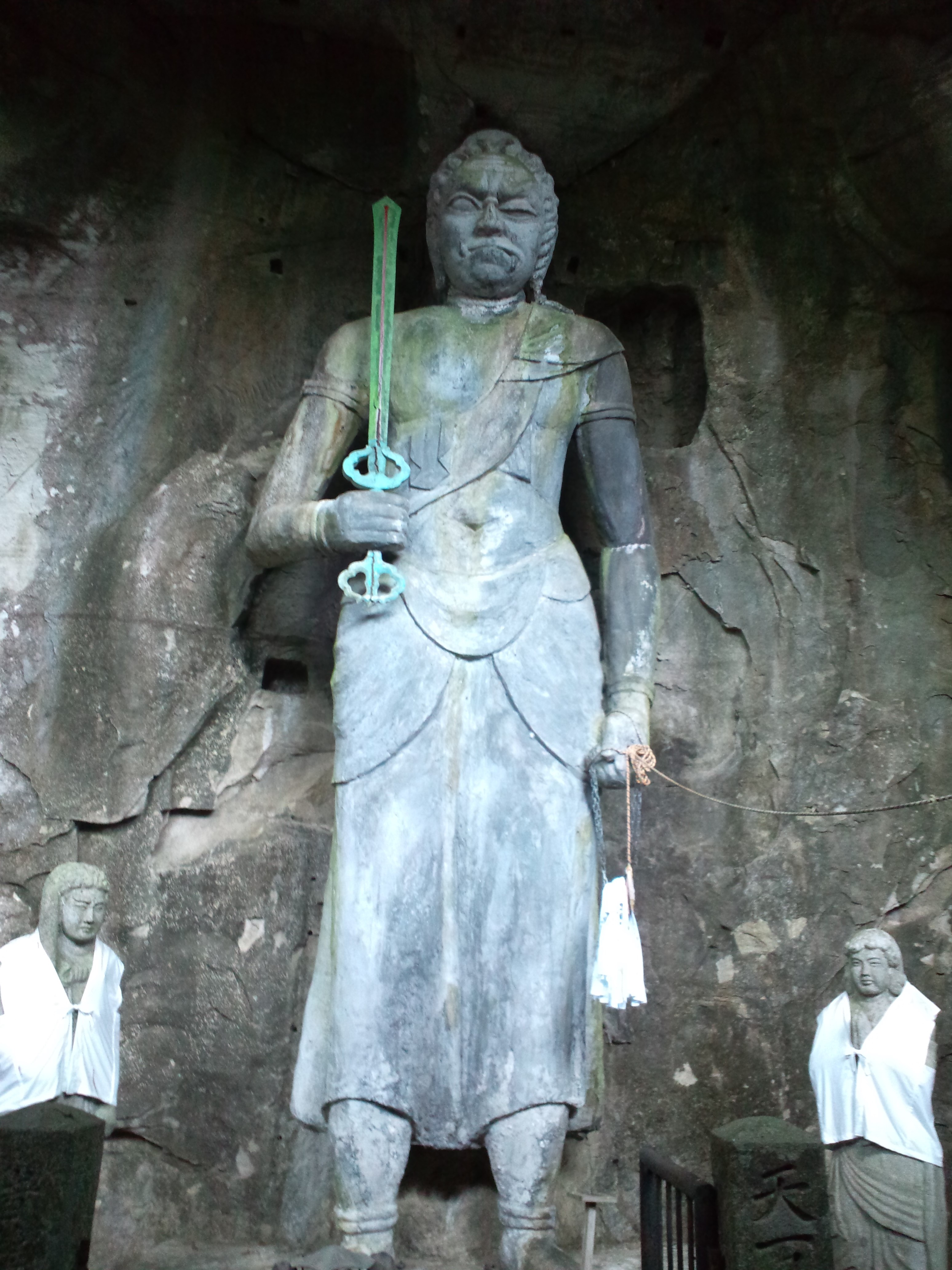
岩屋不動
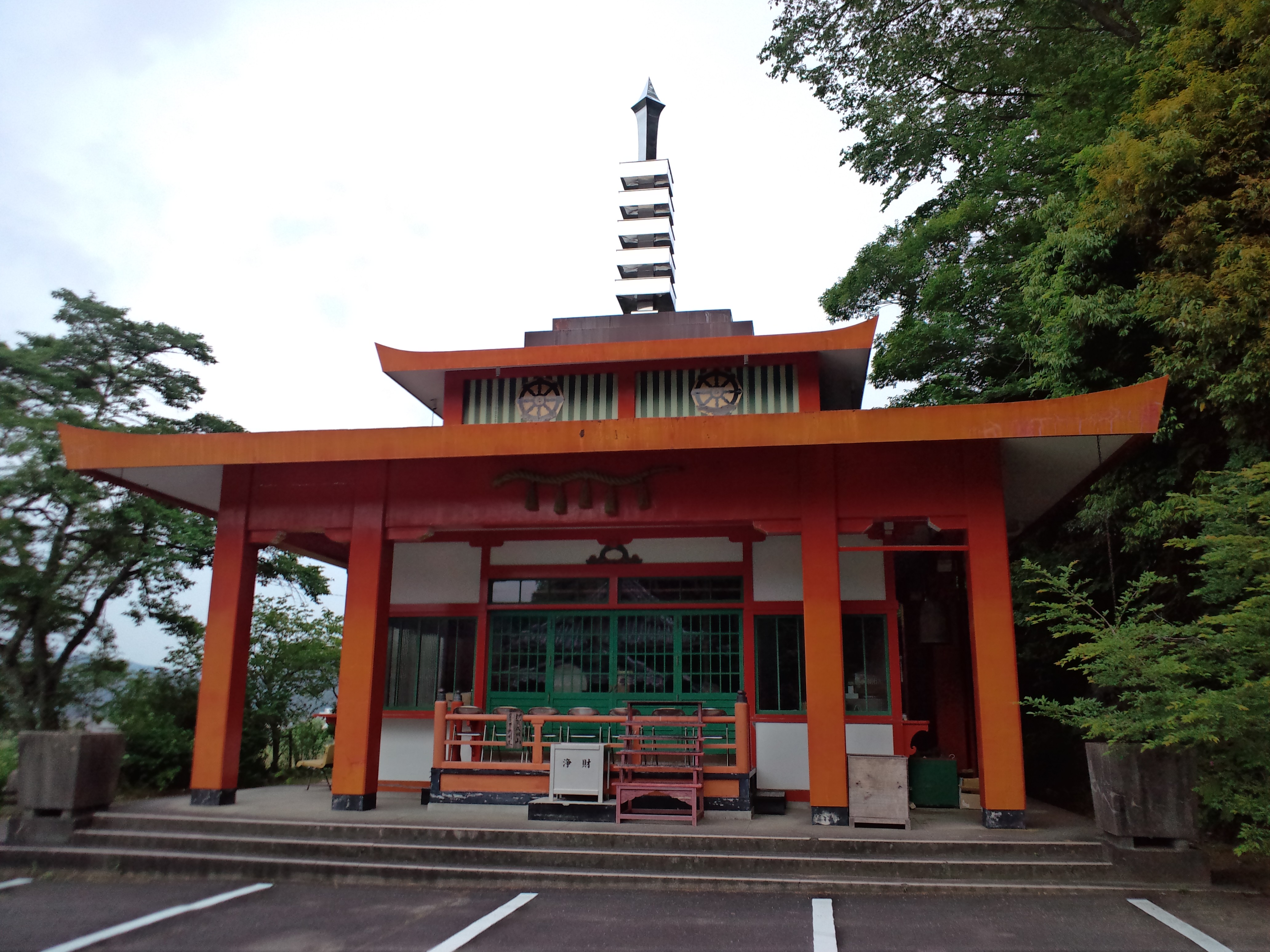
明王殿
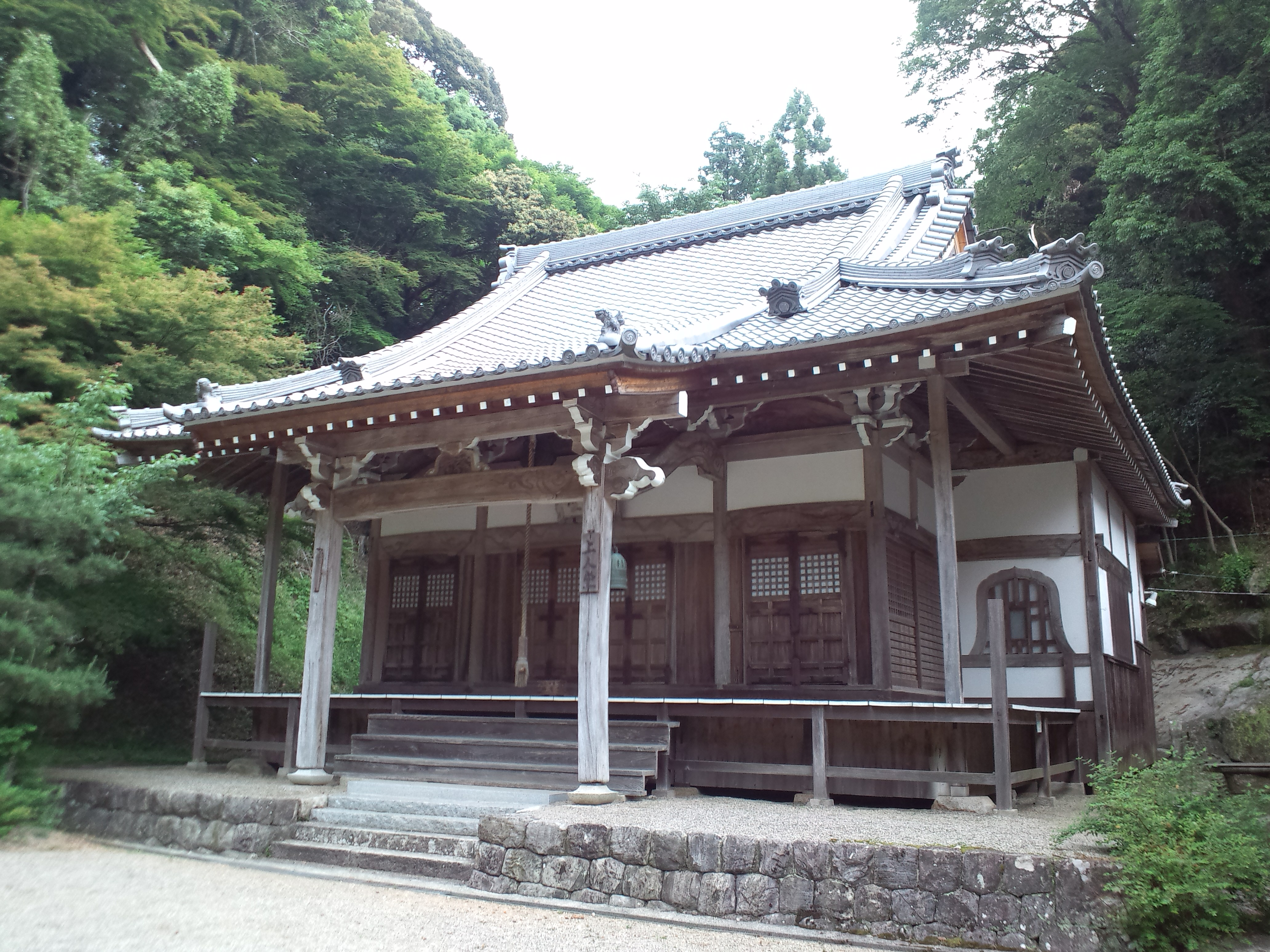
上人堂